# Робюши, Лоран
Лоран Робюши (фр. Laurent Robuschi; род. 5 октября 1935, Ницца) — французский футболист, нападающий.
Выступал, в частности, за клуб «Бордо», а также национальную сборную Франции.

## Клубная карьера
Во взрослом футболе дебютировал в 1954 году выступлениями за команду клуба «Монако», в котором провел два сезона, приняв участие лишь в 8 матчах чемпионата.
В течение 1956—1959 годов защищал цвета команды клуба «Канн».
Своей игрой за последнюю команду привлёк внимание представителей тренерского штаба клуба «Бордо», в состав которого присоединился в 1959 году. Сыграл за команду из Бордо следующие восемь сезонов своей игровой карьеры. Большинство времени, проведенного в составе «Бордо», был основным игроком атакующей звена команды. В составе «Бордо» был одним из главных бомбардиров команды, имея среднюю результативность на уровне 0,47 гола за игру первенства.
Завершил профессиональную игровую карьеру в клубе «Олимпик Марсель», в котором выступал в течение 1967—1968 годов.

## Карьера за сборную
В 1962 году дебютировал в составе национальной сборной Франции. В течение карьеры в национальной команде, которая длилась 5 лет, провел в форме главной команды страны лишь 5 матчей.
В составе сборной был участником чемпионата мира 1966 года в Англии.